# Sup hnědý
Sup hnědý (Aegypius monachus) je dravý pták, který se živí mršinami, převážně středně velkými a velkými zdechlinami savců.

## Popis
Dorůstá délky 98 – 107 cm. Sup hnědý má dlouhý krk, silný zobák a velká křídla. Většinou má černé nebo hnědé peří. Opeření se u pohlaví neliší. Peří na hlavě však s věkem bledne.

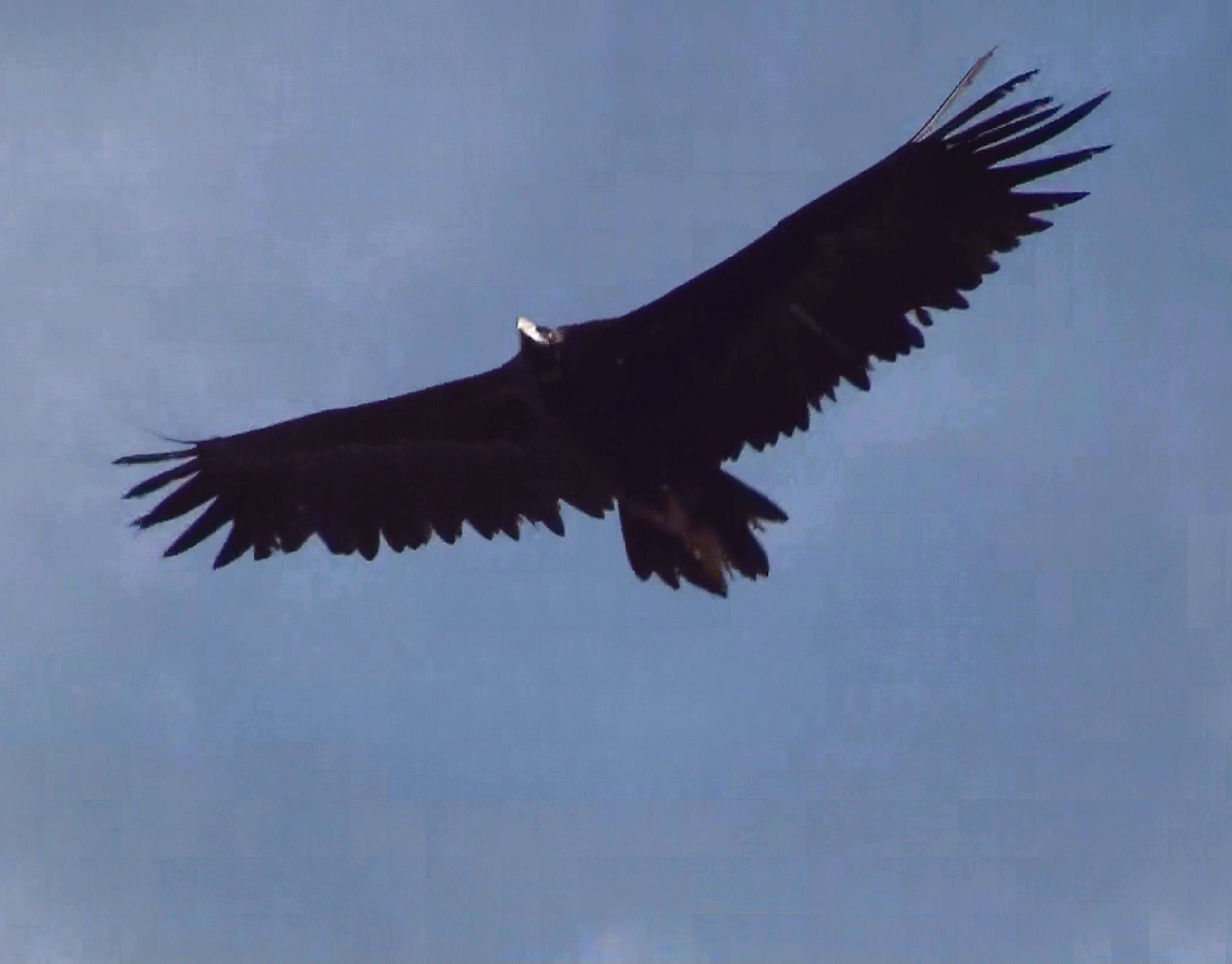
Sup hnědý v letu
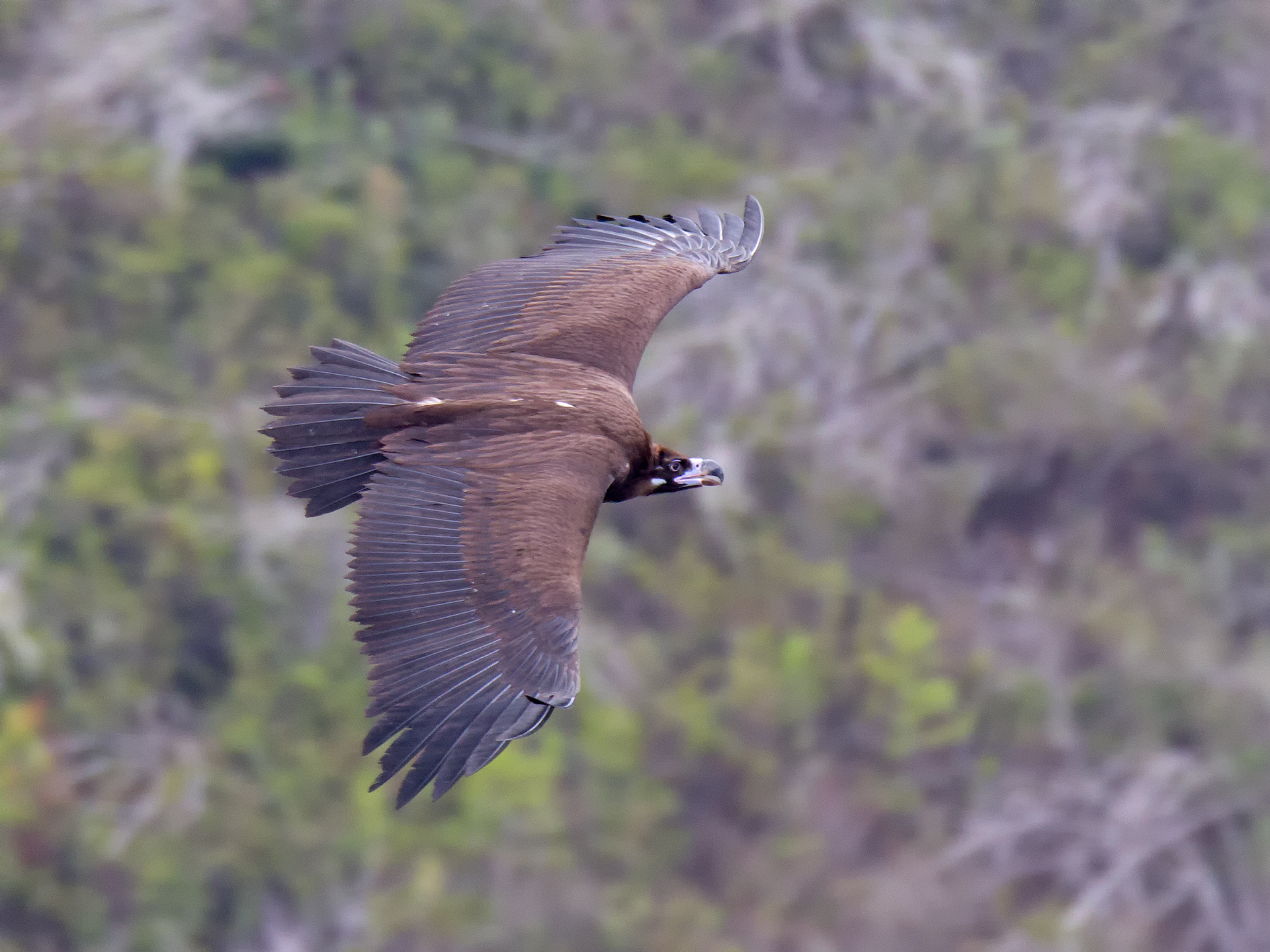
Mladý sup hnědý v letu (Karmel, Izrael)

## Chování
Jedná se o částečně tažného ptáka. V současné době je rozšířen v jižní Evropě, Asii a částečně severní Africe.
Samice obvykle snáší jedno vejce. Mládě je v hnízdě čtyři měsíce a rodiče se o něj starají. Když mládě povyroste a naučí se létat, létá s rodiči; nemůže jíst tuhé povrchové maso a tak musí počkat až jej sní rodiče a pak se mohou pustit do jídla. Ačkoliv to tak nevypadá, supi jsou velmi čistotní. Hnízdí ve skalách či horách nebo na stromech, v malých koloniích. Žije hodně i v savanách a pouštích.

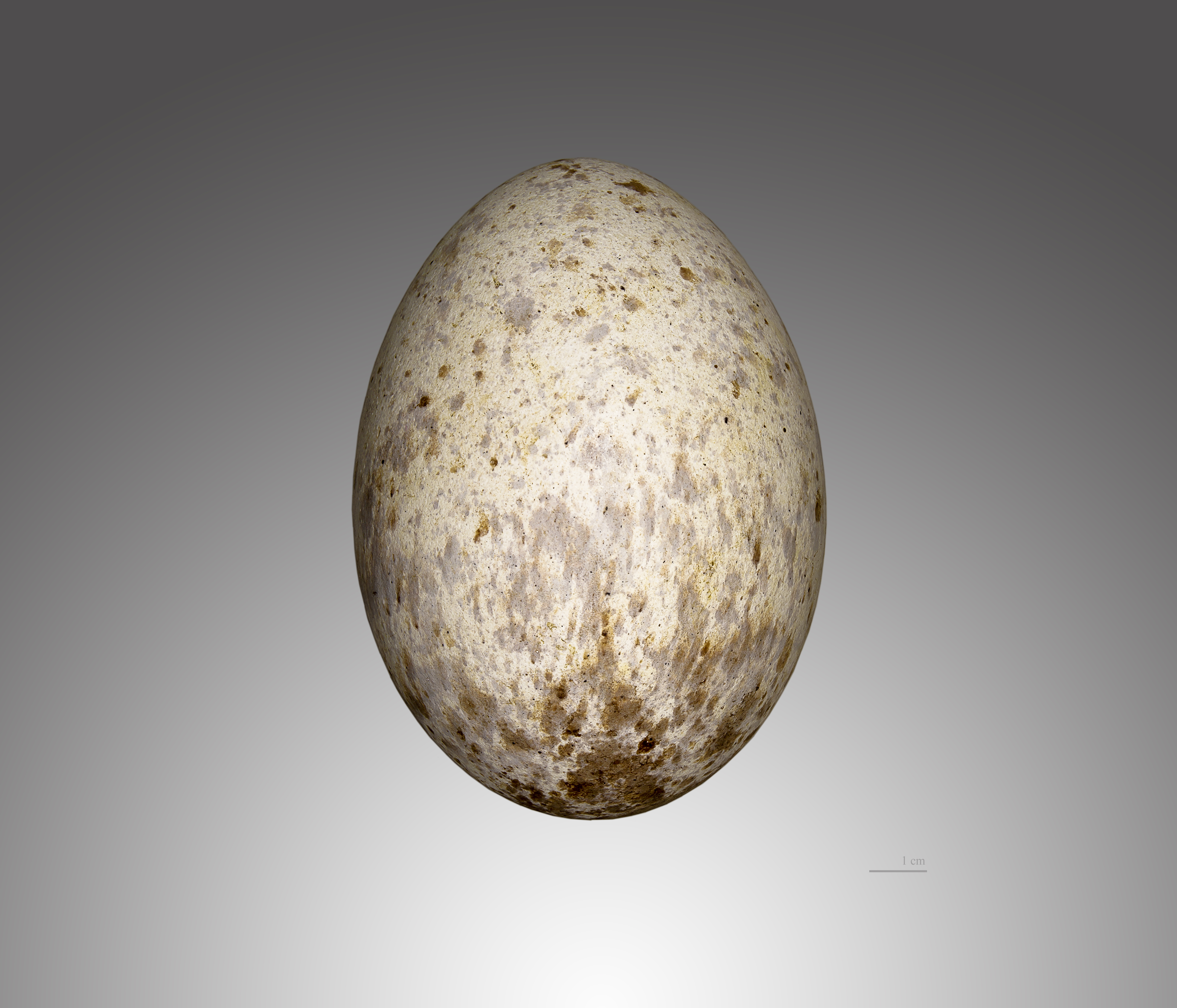
Vejce supa hnědého (Aegypius monachus)

## Chov v zoo
Sup hnědý je chován přibližně v devíti desítkách evropských zoo.
V rámci Česka se pak jedná o čtyři zařízení:
- Zoo Liberec
- Zoo Ostrava
- Zoo Praha
- Zoo Zlín

Ve slovenských zoo chován není. V minulosti byl chován v Zoo Bratislava.

### Chov v Zoo Praha
Sup hnědý je v Zoo Praha chován takřka již od jejího založení. První jedinci do ní přišli v roce 1933 z cirkusu Kludský. Významným obdobím se stala 70. léta, kdy do zoo bylo dovezeno několik jedinců, kteří v ní žijí dodnes (2018), a patří tak mezi nejstarší chovance. Jedná se o pár (nazývaný Konrádi) původem z volné přírody, který do Prahy dorazil v roce 1977, a také samici Buchtu, jejíž příchod se datuje do srpna 1972. Buchta tehdy přišla ještě s další samicí a samcem, kteří spolu utvořili pár, a tak byla sama bez partnera do roku 1993. Tehdy byla spojena se samcem Bubákem ze zoo v rakouském Innsbrucku. Od té doby tvoří harmonický pár. Kvůli handicapu samce však nikdy nedošlo k úspěšnému páření, vždy bylo sneseno jen neoplozené vejce. Proto se v roce 2013 stala Buchta pěstounkou supů z jiných zoo. Tím prvním bylo mládě ze Zoo Liberec. Další mládě následovalo o dva roky později.
Zmíněný pár Konrádi začal hnízdit v roce 1981. První odchov se datuje do roku 1992.
Ke konci roku 2017 bylo chováno 5 samců a 7 samic. Ke konci roku 2018 byli chováni čtyři samci a šest samic.
Zvířata jsou umístěna ve voliérách ve spodní části zoo.